# Jhan Mora
Jhan Mora (Fundación, Magdalena, Colombia, 10 de enero de 1997) es un futbolista colombiano. Juega en la posición de volante en el Honduras Progreso de la Liga Nacional de Honduras.

## Clubes
| Club                  | País     | Año           |
| --------------------- | -------- | ------------- |
| Universitario Popayán | Colombia | 2015-2017     |
| Boyacá Chicó          | Colombia | 2018-2022     |
| Honduras Progreso     | Honduras | 2023-presente |